# Sé (Macao)
Sé (llamada oficialmente 大堂區 / Freguesia da Sé) es una freguesia china de la Región administrativa especial de Macao.

## Geografía
La freguesia de Sé es una de las cinco que tiene la península de Macao.

## Historia
Desde la transferencia de gobierno en 1999 por parte de Portugal, las freguesias de Macao fueron mantenidas por China como meras divisiones regionales y simbólicas sin ningún poder administrativo.

## Demografía
Gráfica demográfica de la freguesia de Sé:
| Gráfica de evolución demográfica de Sé entre 2011 y 2021                  |
|                                                                           |
| Datos aportados por la base de datos estadísticos de populación de Macao. |

## Patrimonio
- Alameda del Doctor Carlos D'Assumpção
- Asamblea Legislativa de Macao
- Avenida Almeida Ribeiro
- Avenida Doctor Stanley Ho
- Avenida Doctor Sun Yat Sen
- Casa de Lou Kau
- Casino Sands
- Catedral de Macao
- Centro Cultural de Macau
- Edificio del Banco de China
- Edificio de los Tribunales
- Hotel y Casino Lisboa de Macao
- Iglesia de Santo Domingo
- Lagos de Nam Van
- Lagos de Sai Van
- Largo do Senado
- Largo da Sé
- Largo de São Domingos
- Macau Fisherman's Wharf
- Santa Casa da Misericórdia
- Templo de Sam Kai Vun Kun
- Terminal Marítimo do Porto Exterior
- Torre de telecomunicaciones de Macao